# Gibberula secreta
Gibberula secreta là một loài ốc biển rất nhỏ, là động vật thân mềm chân bụng sống ở biển trong họ Cystiscidae.

## Tham khảo

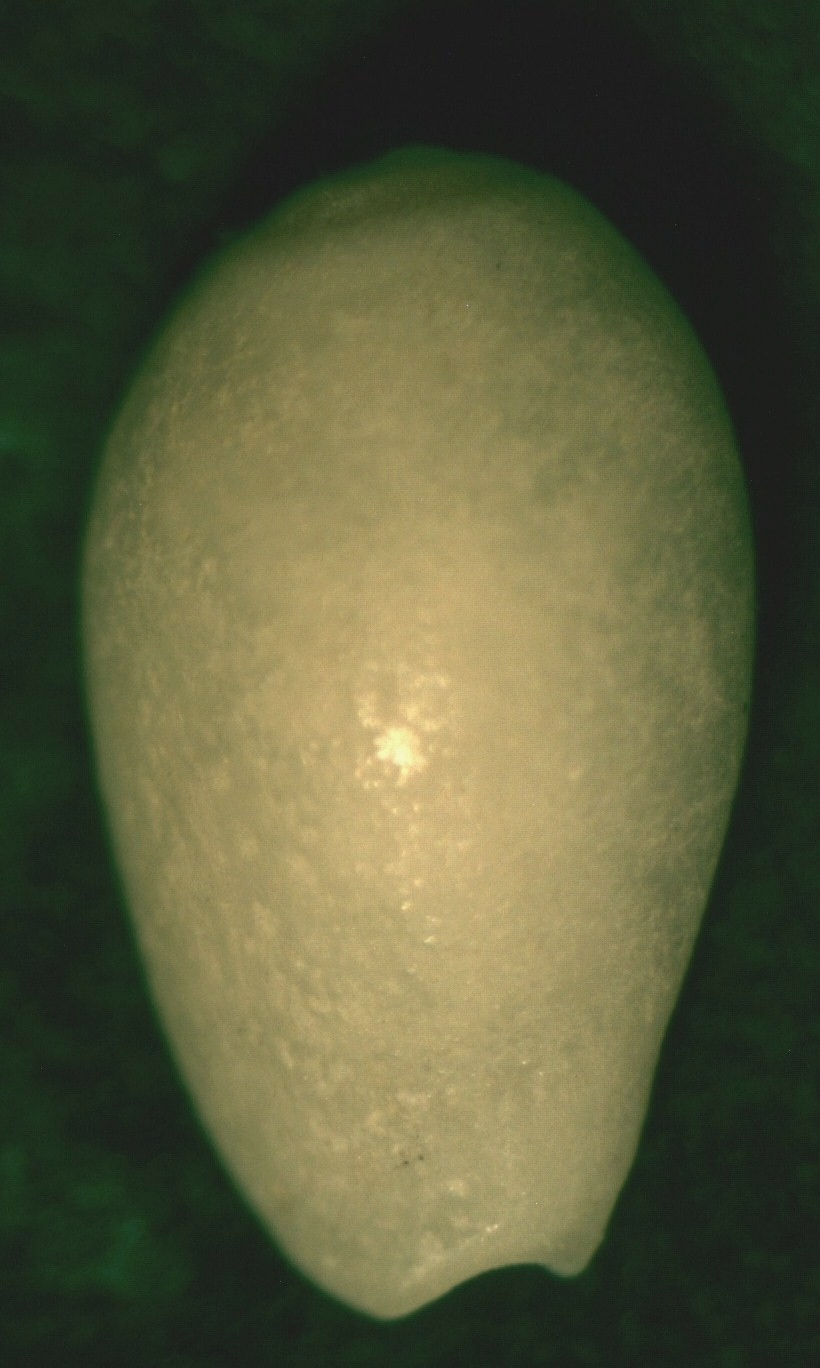
Gibberula secreta, abapertural view